# Ulrich Gering
Pour les articles homonymes, voir Gering.
Originaire de Beromünster au diocèse de Constance, l'ouvrier typographe allemand Ulrich Gering (? - 1510) participe durant l'année 1470 à l'installation de la première imprimerie en France, à Paris, au cloître Saint-Benoît.

## Parcours
En 1470, Ulrich Gering, Martin Crantz et Michel Friburger, trois ouvriers typographes allemands formés à Mayence, installent à Paris, dans les locaux de la Sorbonne, la première imprimerie typographique sur le modèle de celle inventée jadis par Gutenberg.
C'est Jean Heynlin, prieur de la Sorbonne, qui les convoque, en leur demandant d'apporter leurs moules à fondre les caractères et leurs boîtes de poinçons.
Le lieu exact de l'installation de cet atelier est le cloître Saint-Benoît, une dépendance voisine de la Sorbonne. Le théologien Guillaume Fichet est associé étroitement à cette entreprise et en devient en quelque sorte le conseiller littéraire. À l'automne 1470 ou au début de l'hiver, sort des presses le premier livre jamais imprimé en France : un recueil de lettres de Gasparin de Bergame, avec une épître de Fichet, in-quarto de 118 feuillets tiré à une centaine d'exemplaires, par la suite enluminés.

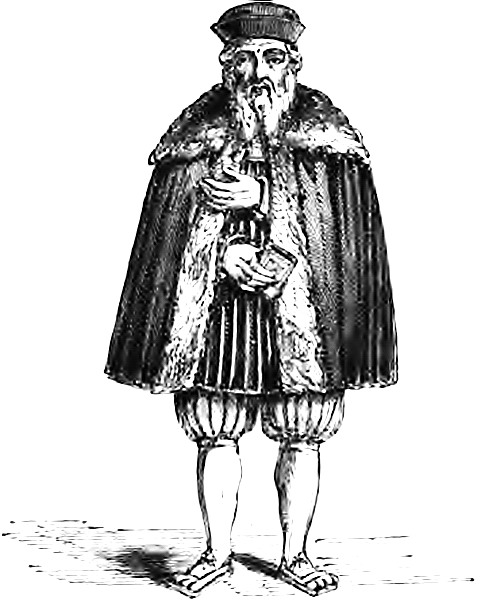
Portrait d'Ulrich Gering gravé par Boudan, d'après une peinture de la chapelle du collège Montaigu (Le Magasin pittoresque, 1849).

En 1477, les trois compagnons avaient imprimé environ une cinquantaine de titres classés aujourd'hui parmi les incunables. À partir de cette date Gering travaille de façon indépendante, collaborant cependant parfois avec d'autres imprimeurs.
En 1494, il s'associe avec Berthold Rembolt, jeune maître ès arts, qui tient désormais les rênes de l'atelier du Soleil d'Or. Gering se retire du métier en 1508, et meurt le 23 août 1510. Après sa mort, son atelier restera en activité, administré par Berthold Rembolt (qui mourra en 1518), puis par sa veuve Charlotte Guillard et par Claude Chevallon. 

## Liste d'incunables
- Guido de Monte Rochen, Manipulus curatorum,  Paris, 4 juin 1478[3].